# 48 př. n. l.

## Události
- 10. července – bitva u Dyrrhachia
- 9. srpna – bitva u Farsalu
- Vyhořela Alexandrijská knihovna

## Hlavy států
- Římská říše – Caesar (49 – 44 př. n. l.)
- Parthská říše – Oródés II. (58/57 – 38 př. n. l.)
- Egypt – Ptolemaios XIII. (51 – 47 př. n. l.)
- Čína – Suan-ti, Juan-ti (dynastie Západní Chan)